# Kardashian (Familie)

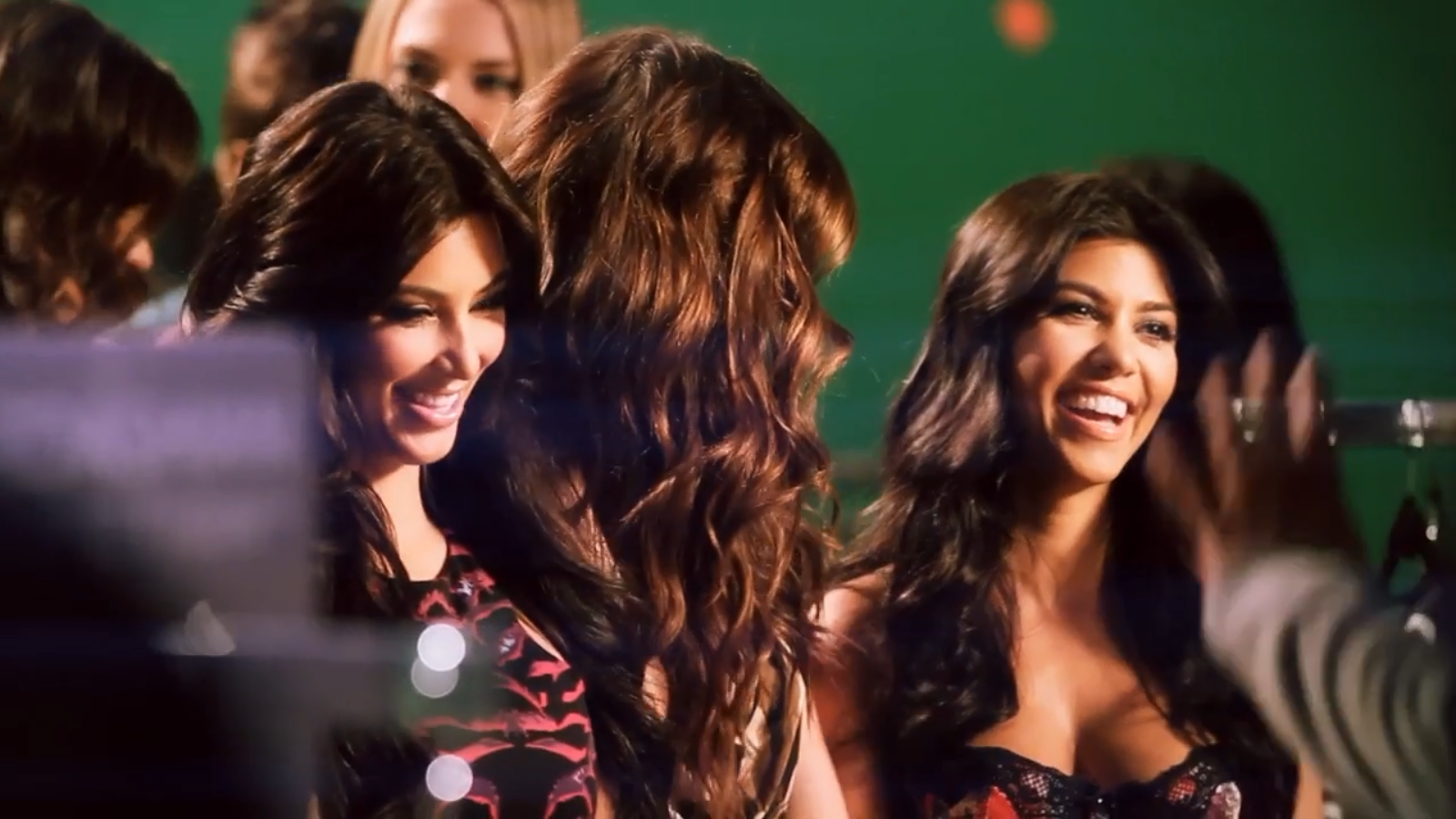
Kim, Khloé und Kourtney Kardashian (2015)

Die Kardashian-Jenner-Familie, vor allem als Kardashian-Familie oder Kardashians bekannt, ist eine US-amerikanische Patchworkfamilie. Die als Influencer, Unternehmer und Fernsehdarsteller tätigen Mitglieder zählen derzeit zu den bekanntesten Familien der USA.
Der Erfolg der Familie gründet sich vor allem auf die Vermarktung der eigenen Privatsphäre und der daraus resultierenden Medienpräsenz.
Zudem haben einige Familienmitglieder mithilfe dieser Medienpräsenz erfolgreiche Unternehmen aufgebaut: So galt Kylie Jenner durch ihre Kosmetikfirma Kylie Cosmetics zeitweise als jüngste Selfmade-Milliardärin der Geschichte. Das Familienvermögen wird auf 1,4 Milliarden US-Dollar geschätzt.
Die 2007 gestartete Reality-Show Keeping Up with the Kardashians endete 2021 nach 20 Staffeln; Nachfolger ist seit 2022 die Reality-Show The Kardashians.

## Geschichte

### Familiengeschichte
1978 heiratete der Anwalt Robert Kardashian die Stewardess Kris Houghton, heute bekannt als Kris Jenner. Aus der Ehe gingen die Kinder Kourtney, Kim, Khloé und Rob hervor. 1991 ließ sich das Paar scheiden. Als Verteidiger im Strafprozess gegen O. J. Simpson erlangte Robert Kardashian erstmals nationale Bekanntheit. Er starb 2003 im Alter von 59 Jahren an Speiseröhrenkrebs.
1991 heiratete Kris Jenner den Olympioniken Bruce Jenner, die nach einer Geschlechtsanpassung heute als Caitlyn Jenner bekannt ist. Das Paar bekam die Kinder Kendall und Kylie.

### Entwicklung zur globalen Marke
Kim Kardashian trat ab 2003 in der Reality-Show The Simple Life von Paris Hilton auf und fungierte als ihre Assistentin, wodurch sie erstmals größere Aufmerksamkeit erfuhr. 2006 eröffneten die Kardashian-Schwestern Khloé, Kim und Kourtney in Los Angeles ihre erste Modeboutique DASH. Größere Aufmerksamkeit erlangte Kim Kardashian 2007, als ein privates Sexvideo mit ihrem ehemaligen Freund, dem Sänger Ray J, an die Öffentlichkeit gelangte. Wenige Monate später startete die Reality-Show Keeping Up with the Kardashians.
Die Fernsehsendung zeigt Einblicke in das Leben der Kardashian-Jenner-Familie. Erst Kris Jenner ermöglichte das Format, indem sie den US-amerikanischen Moderator Ryan Seacrest dazu überredete, die Sendung zu produzieren. Sie schien dabei sehr bewusst Kim Kardashians mediale Aufmerksamkeit durch das veröffentlichte Sexvideo zu nutzen, um die Reality-Show starten zu können.
Die eigene Fernsehsendung der Familie blieb durch intensive Vermarktung mit Ereignissen wie den zahlreichen Geburten der Kardashian-Jenner-Schwestern und der Hochzeit von Kim Kardashian mit dem Rapper Kanye West trotz des langen Ausstrahlungszeitraums im Fokus der Öffentlichkeit. Parallel nahm auch die Bedeutung der sozialen Medien für die Vermarktung der Familie mit den Jahren zu. Mit Kylie Jenner und Kim Kardashian gehörten im März 2020 die Instagramkonten zweier Familienmitglieder zu den zehn beliebtesten weltweit.
Drei Mitglieder der Kardashian-Jenner-Familie gehören gleichzeitig zu den zehn Personen weltweit, die mit Produktwerbung auf Instagram die meisten Einkünfte generieren.
Seither haben die Familienmitglieder unterschiedliche Unternehmen aufgebaut. Die erfolgreichste Unternehmensgründung ist dabei der Kosmetikhersteller Kylie Cosmetics von Kylie Jenner im Jahr 2015. Kim Kardashian wirkte bei der 2014 veröffentlichten App Hollywood mit, mit der sie einen großen Teil ihrer Einnahmen generiert.
Die erfolgreiche Vermarktung der Familie in den letzten Jahrzehnten wird zu großen Teilen Kris Jenner zugeschrieben, die als ausführende Produzentin der Reality-Show und Managerin ihrer Töchter aktiv ist.
Im September 2020 gab Kim Kardashian bekannt, dass 2021 die letzte Staffel der Reality-Show Keeping Up with the Karadashians ausgestrahlt wird. Nach einer kurzen Pause startete 2022 die Reality-Show The Kardashians.

## Familienmitglieder

### Kardashian-Familie
- Robert Kardashian† & Kris Houghton (geschieden)
  - Kourtney Kardashian & Scott Disick (getrennt), jetzt verheiratet mit Travis Barker
    - Mason Dash Disick
    - Penelope Scotland Disick
    - Reign Aston Disick
    - Rocky Barker

  - Kim Kardashian & Kanye West (geschieden)
    - North West
    - Saint West
    - Chicago West
    - Psalm West

  - Khloé Kardashian & Tristan Thompson (getrennt)
    - True Thompson
    - Tatum Robert Thompson

  - Robert Arthur Kardashian & Blac Chyna (getrennt)
    - Dream Renée Kardashian

### Jenner-Familie
- Caitlyn Jenner & Kris Jenner (geschieden)
  - Kendall Jenner
  - Kylie Jenner & Travis Scott (getrennt)
    - Stormi Webster
    - Aire Webster

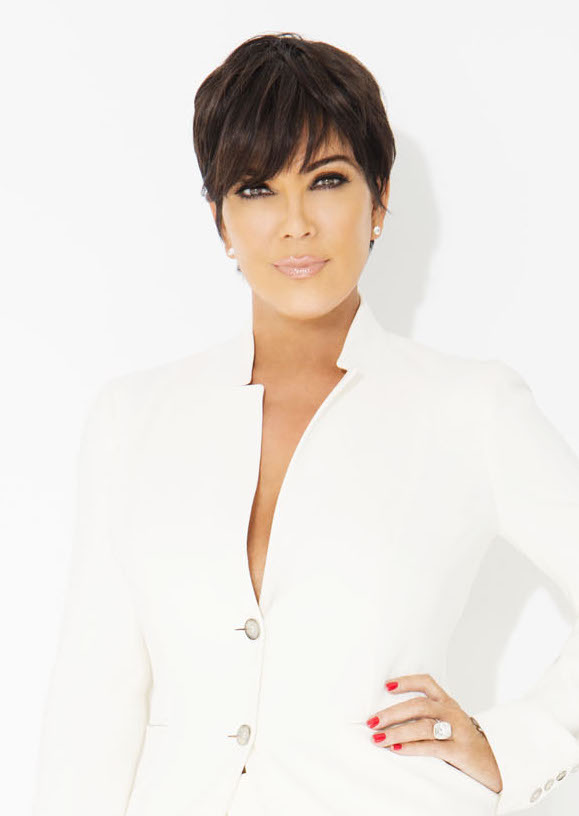
Kris Jenner (2014)
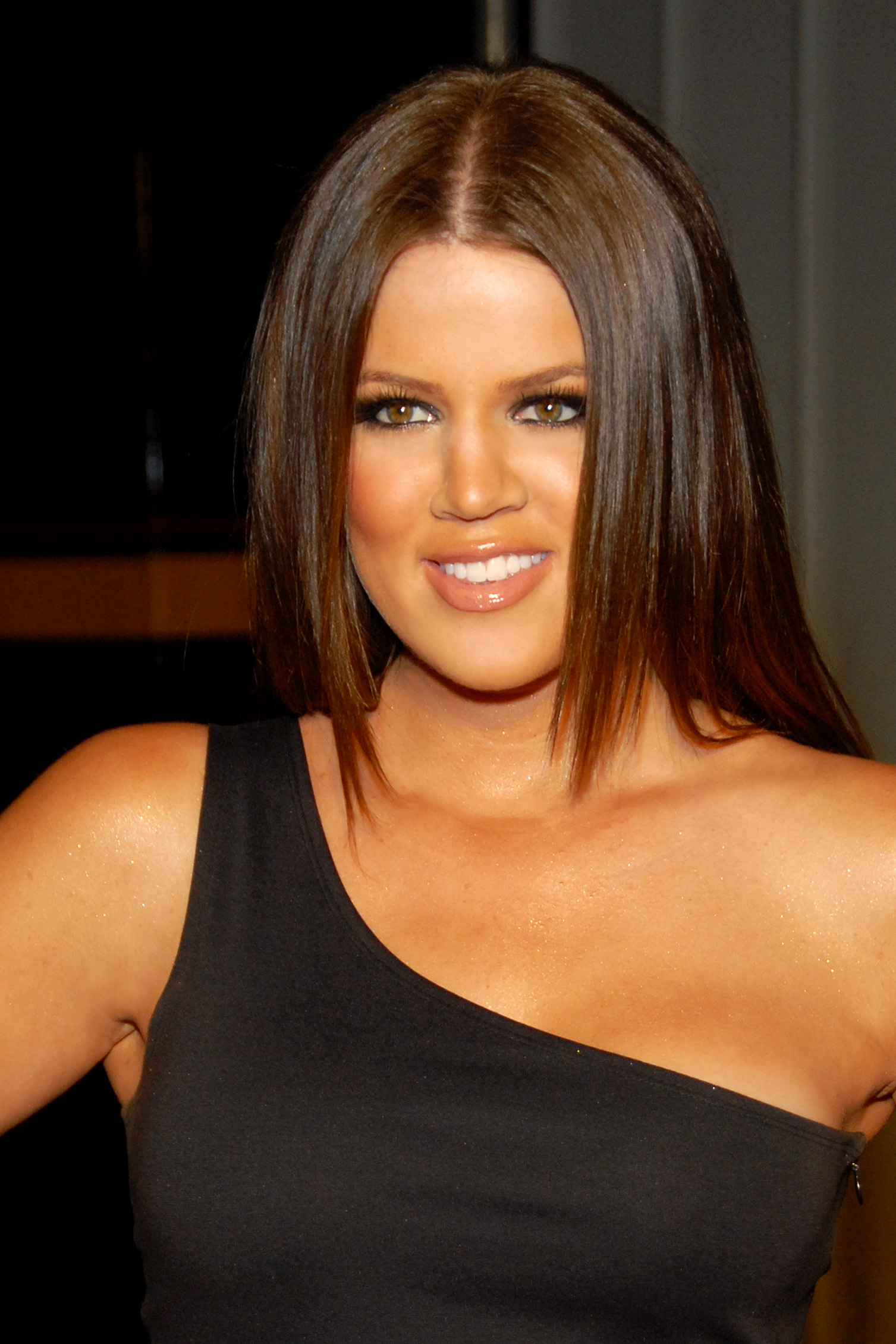
Khloé Kardashian (2009)
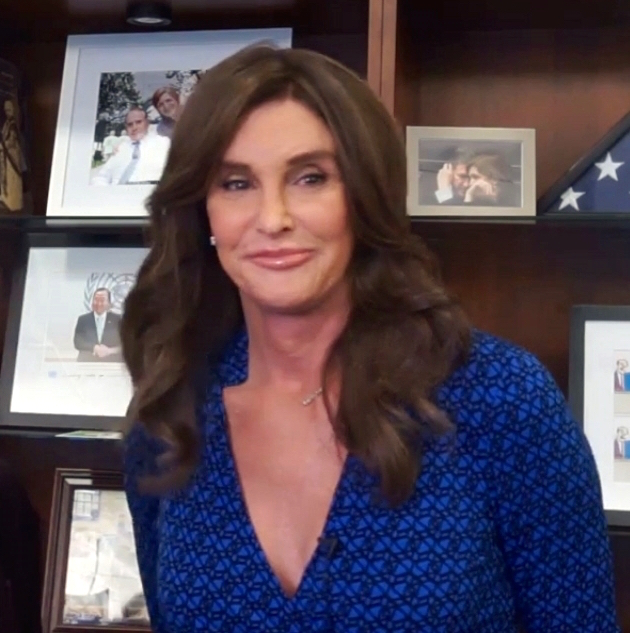
Caitlyn Jenner (2015)
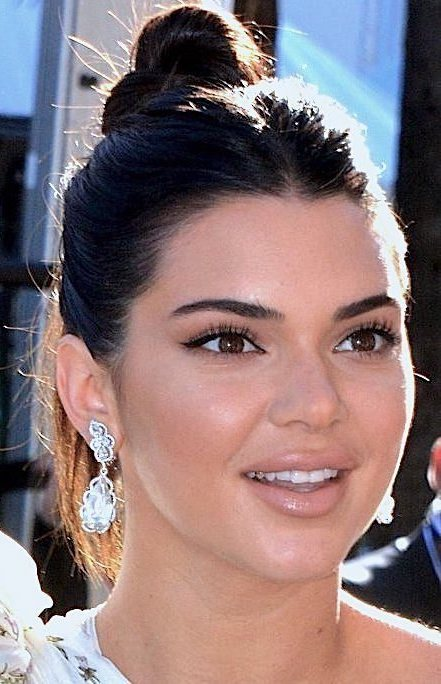
Kendall Jenner (2017)
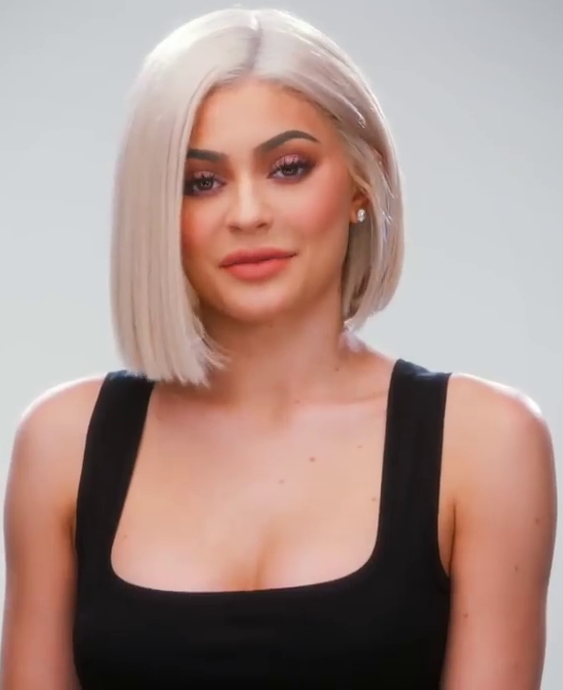
Kylie Jenner (2017)

Quelle: Kardashian Family Tree: Who's who in America's most famous family (2020)